# Ablectos
Ablecto (em latim: ablectos), na Roma Antiga, era um soldado escolhido para formar a guarda pessoal dos cônsules em tempos de guerra. A guarda dos ablectos era composta por 40 equestres e 160 infantes.